# Unterseeboot 142 (1940)
Pour les articles homonymes, voir Unterseeboot 142.
L' Unterseeboot 142 ou U-142 est un sous-marin allemand (U-Boot) de type II.D utilisé par la Kriegsmarine pendant la Seconde Guerre mondiale.
Comme les sous-marins de type II étaient trop petits pour des missions de combat dans l'océan Atlantique, il a été affecté principalement dans la Mer du Nord et la Mer Baltique.

## Présentation
Mis en service le 4 septembre 1940, l'U-142 a servi comme sous-marin d'entrainement et de navire-école pour les équipages d'abord au sein de la 1. Unterseebootsflottille à Kiel, puis à partir du 17 octobre 1940 dans la 24. Unterseebootsflottille à Memel et à partir du 19 décembre 1940 dans la 22. Unterseebootsflottille à Gotenhafen. Le 22 juin, l'U-142 devient opérationnel.
Il quitte le 22 juin 1941 le port de Gotenhafen pour sa première patrouille sous les ordres du Kapitänleutnant Paul-Hugo Kettner. Après 22 jours en mer en Mer Baltique, il atteint Oxhöft le 12 juillet 1941.
Sa deuxième patrouille débute le 25 juillet 1941 pour une période de 16 jours le menant de Oxhöft au port de Stormelö le 9 août 1941.
Sa troisième patrouille est du 28 août au 31 août 1941, le ramenant à son port d'attache de Gotenhafen.
Il quitte le service active le 1er septembre 1941 et ne sert plus qu'à la formation des sous-mariniers jusqu'à la fin de la guerre au sein de la 22. Unterseebootsflottille puis à partir du 2 mai 1945 dans la 5. Unterseebootsflottille à Kiel.
Le 2 mai 1945, la fin de la guerre se faisant sentir et pour répondre aux ordres de l'amiral Karl Dönitz pour l'Opération Regenbogen, l'U-142 est sabordé dans la Raederschleuse (écluse Raeder, entrée ouest du port) à Wilhelmshaven, à la position géographique de 53° 31′ N, 8° 10′ E.
Après guerre, l'U-142 est renfloué et démoli.

## Affectations
- 1. Unterseebootsflottille à Kiel du 4 septembre au 16 octobre 1940 (entrainement)
- 24. Unterseebootsflottille à Memel du 17 octobre au 18 décembre 1940 (entrainement)
- 22. Unterseebootsflottille à Gotenhafen du 19 décembre 1940 au 21 juin 1941 (navire-école)
- 22. Unterseebootsflottille à Gotenhafen du 22 juin au 31 août 1941 (service active)
- 22. Unterseebootsflottille à Gotenhafen du 1er septembre 1941 au 1er mai 1945 (navire-école)
- 5. Unterseebootsflottille à Kiel le 2 août 1945 (entrainement)

## Commandements
- Leutnant zur See Asmus Nicolai Clausen du 4 septembre au 13 octobre 1940
- Kapitänleutnant Paul-Hugo Kettner du 14 octobre 1940 au 12 octobre 1941
- Siegfried Lindke du 21 octobre 1941 au 17 mars 1942
- Oberleutnant zur See Hans-Joachim Bertelsmann du 18 mars au 12 septembre 1942
- Oberleutnant zur See Johann-Otto Krieg du 13 septembre au 24 décembre 1942
- Karl-Heinz Laudahn 25 décembre 1942 au 4 mars 1944
- Oberleutnant zur See Carl Schauroth du 5 mars 1944 au 6 février 1945
- Oberleutnant zur See Friedrich Baumgärtel du 7 février au 2 mai 1945

Nota: Les noms de commandants sans indication de grade signifie que leur grade n'est pas connu avec certitude à notre époque (2013) à la date de la prise de commandement.

## Patrouilles
|       | Commandant               | Départ          | Départ     | Arrivée         | Arrivée    | Jours    | Succès |
| ----- | ------------------------ | --------------- | ---------- | --------------- | ---------- | -------- | ------ |
| 1     | Kptlt. Paul-Hugo Kettner | 21 juin 1941    | Gotenhafen | 12 juillet 1941 | Oxhöft     | 22 jours |        |
| 2     | Kptlt. Paul-Hugo Kettner | 25 juillet 1941 | Oxhöft     | 9 août 1941     | Stormelö   | 16 jours |        |
| 3     | Kptlt. Paul-Hugo Kettner | 28 août 1941    | Stormelö   | 31 août 1941    | Gotenhafen | 4 jours  |        |
| Total | Total                    | Total           | Total      | Total           | Total      | 42 jours | 0 t    |

Note : Kptlt. = Kapitänleutnant

## Navires coulés
L'Unterseeboot 142 n'a ni coulé, ni endommagé de navire ennemi au cours des 3 patrouilles (42 jours en mer) qu'il effectua.

### Sources
- (en) Cet article est partiellement ou en totalité issu de l’article de Wikipédia en anglais intitulé « German submarine U-142 (1940) » (voir la liste des auteurs).